# Łukasz Sosin
Łukasz Sosin (Krakau, 7 mei 1977) is een Poolse voetballer. Zijn professionele voetbalcarrière begon hij bij Hutnik Kraków en na bij andere Poolse clubs te hebben gespeeld, voetbalt hij sinds 2002 in de Cypriotische competitie. Sosin begon zijn loopbaan als libero, maar werd omgetraind tot spits. In die hoedanigheid wist hij uiteindelijk zelfs het nationale elftal van Polen te bereiken.

## Hutnik Kraków en Cracovia Kraków
Łukasz Sosin begon zijn voetbalcarrière bij Hutnik Kraków. Tegenwoordig speelt de derde club van Kraków op het vierde niveau in Polen, maar toen Sosin zijn debuut maakte, speelde de club nog op het hoogste niveau. Sterker nog, in het seizoen 1995/1996 was de club als derde in de competitie was geëindigd, waardoor het zich had geplaatst voor de UEFA Cup van het volgende seizoen. Dat seizoen, 1996/1997, maakte Sosin zijn eerste spelminuten in het professionele voetbal voor Hutnik Kraków. Hij werd echter datzelfde seizoen uitgeleend aan stadsgenoot Cracovia Kraków, waardoor hij maar twee wedstrijden voor Hutnik speelde. Hierdoor miste hij ook de degradatie van Hutnik, dat als zestiende eindigde in de competitie. Het seizoen erop kwam hij echter wel uit op het tweede niveau van Polen, omdat zijn uitleenperiode bij Cracovia er toen alweer opzat. Tot en met 1999 bleef hij bij Hutnik spelen. In zijn laatste seizoen bij de club werd hij topscorer van de Tweede Divisie met zeventien doelpunten. Door deze prestaties verdiende Sosin een transfer terug naar de Ekstraklasa.

## Odra Wodzisław en Wisła Kraków
Nadat hij topscorer was geworden in de Tweede Divisie maakte Łukasz Sosin de overstap van Hutnik Kraków naar Odra Wodzisław, waar hij met onder anderen Dariusz Dudek, Piotr Jegor en Mariusz Pawełek kwam samen te spelen. Ook bij Wodzisław maakte Sosin indruk. In de 27 competitiewedstrijden die hij dat seizoen zou spelen, kwam hij tien keer tot scoren. Mede daardoor verdiende hij een transfer naar een van de absolute topclubs van Polen, Wisła Kraków. Doordat hij bij die club een contract tekende heeft hij als een van de weinige spelers bij alle drie de clubs uit Kraków gespeeld. Dit is opmerkelijk te noemen, niet in de laatste plaats vanwege de immense haat tussen de fans van Cracovia en Wisła. Desalniettemin maakte Sosin toch de overstap. Hij kon zich echter niet genoeg bewijzen, met maar vijf doelpunten in het hele seizoen bij Wisła. Daarom keerde hij na één seizoen alweer terug bij Odra Wodzisław. Opnieuw maakte de spits daar indruk. Łukasz Sosin scoorde dit keer twaalf doelpunten. Dankzij onder andere zijn goede optreden werd Wodzisław eerste in Groep A van de Poolse competitie. Zodoende plaatste de club zich voor titelgroep, waarin uitgemaakt werd wie kampioen zou worden. Daar konden de spelers van Odra Wodzisław niet meer volhouden, waardoor de club uiteindelijk vijfde werd. Wel had Łukasz Sosin een transfer naar het buitenland verdiend.

## Apollon Limassol
Na zijn succesvolle seizoen bij Odra Wodzisław, maakte Łukasz Sosin de overstap naar de Cypriotische competitie. Daar kwam hij te spelen bij Apollon Limassol. Bij deze club zou de Poolse spits uitgroeien tot de absolute ster. Driemaal op rij werd Sosin topscorer van de competitie namens Apollon Limassol. In zijn meest productieve seizoen scoorde hij 28 doelpunten. Onder andere dankzij de productiviteit van Sosin werd Apollon in het seizoen 2005/2006 kampioen van Cyprus. Van 2002 tot en met 2007 speelde Łukasz Sosin voor Apollon Limassol. In die periode speelde hij 119 wedstrijden. Daarin wist hij 101 keer het doel te treffen, waardoor hij een erg hoog scoringsgemiddelde had. Nadat hij vertrok bij Apollon, tekende hij een contract bij een andere Cypriotische club.

## Anorthosis Famagusta
In 2007 tekende Łukasz Sosin een contract bij Anorthosis Famagusta. Net als met Apollon werd de Pool ook met Anorthosis kampioen van Cyprus. Dit gebeurde in het seizoen 2007/2008. Daarnaast werd hij dat jaar voor de derde keer in zijn carrière topscorer van de Cypriotische competitie. Door het kampioenschap plaatste Sosin zich met Famagusta voor de voorrondes van de Champions League in het seizoen 2008/2009. Na in de eerste voorronde Pjoenik Jerevan uit Armenië verslagen. Daarna zorgden de Cyprioten voor een verrassing door eerst Rapid Wien en daarna Olympiakos Piraeus te verslaan. Daardoor plaatste Łukasz Sosin zich met Anorthosis als eerste Cypriotische club voor de groepsfase van de Champions League. Ook daarin zorgde de club voor verrassingen door gelijk te spelen tegen Werder Bremen en Inter Milan en zelfs te winnen van Panathinaikos. Desalniettemin eindigde de club als laatste in de poule. Bij Anorthosis speelde Sosin onder andere samen met de Nederlander Jeffrey Leiwakabessy, maar in de winterstop vertrok hij uit Cyprus en maakte de overstap naar een Griekse club. In totaal speelde Sosin 67 wedstrijden voor de Cyprioten en maakte hij 26 doelpunten.

## AO Kavala
In de winterstop van het seizoen 2009/2010 maakte Lukasz Sosin de overstap van Anorthosis Famagusta naar het Griekse AO Kavala. Daar werd de Nederlander Aad de Mos zijn coach. In 11 competitieduels voor Kavala kwam hij niet één keer tot scoren. Na afloop van de competitie trok Sosin terug naar Cyprus waar hij een contract tekende bij
Aris Limassol.

## Interlandcarrière
De hoge productiviteit van Łukasz Sosin in de Cypriotische competitie bleef ook bij de toenmalige bondscoach van Polen, Paweł Janas, niet onopgemerkt. Zijn debuut maakte Sosin op 28 maart 2006 in de vriendschappelijke wedstrijd tegen het Saoedi-Arabië, net als doelman Łukasz Fabiański (Legia Warschau) en middenvelder Jakub Błaszczykowski (Wisła Kraków). Het was een droomdebuut, want hij maakte die wedstrijd twee doelpunten. Zo won Polen met 2-1. Dat jaar zou Sosin ook nog tegen Litouwen en de Faeröer. Hij werd echter niet geselecteerd voor het WK 2006 in Duitsland. Ook daarna werd hij niet geselecteerd, vanwege een ruzie met bondscoach Leo Beenhakker. Op 1 april 2009 maakte hij echter zijn rentree bij Polen in de met 10-0 gewonnen wedstrijd tegen San Marino. In de 66ste minuut kwam hij als wisselspeler op het veld voor Robert Lewandowski.
| Interlands van Łukasz Sosin voor Polen | Interlands van Łukasz Sosin voor Polen | Interlands van Łukasz Sosin voor Polen | Interlands van Łukasz Sosin voor Polen | Interlands van Łukasz Sosin voor Polen | Interlands van Łukasz Sosin voor Polen |
| №                                      | Datum                                  | Wedstrijd                              | Uitslag                                | Competitie                             | Goals                                  |
| -------------------------------------- | -------------------------------------- | -------------------------------------- | -------------------------------------- | -------------------------------------- | -------------------------------------- |
| 1                                      | 28 maart 2006                          | Saoedi-Arabië – Polen                  | 1–2                                    | Vriendschappelijk                      | Goal · Goal                            |
| 2                                      | 2 mei 2006                             | Polen – Litouwen                       | 0–1                                    | Vriendschappelijk                      |                                        |
| 3                                      | 14 mei 2006                            | Polen – Faeröer                        | 4–0                                    | Vriendschappelijk                      |                                        |
| 4                                      | 1 april 2009                           | Polen – San Marino                     | 10–0                                   | WK-kwalificatie                        |                                        |

## Erelijst
- Topscorer Poolse Tweede Divisie: 1999 (Hutnik Kraków)
- Ekstraklasa: 2001 (Wisla Kraków)
- Poolse Super Cup: 2001 (Wisla Kraków)
- Topscorer A Divizion: 2004, 2005, 2006 (Apollon Limassol), 2008 (Anorthosis Famagusta)
- A Divizion: 2006 (Apollon Limassol), 2008 (Anorthosis Famagusta)
- Cypriotische Super Cup: 2006 (Apollon Limassol), 2007 (Anorthosis Famagusta)